# تفكير حاسوبي

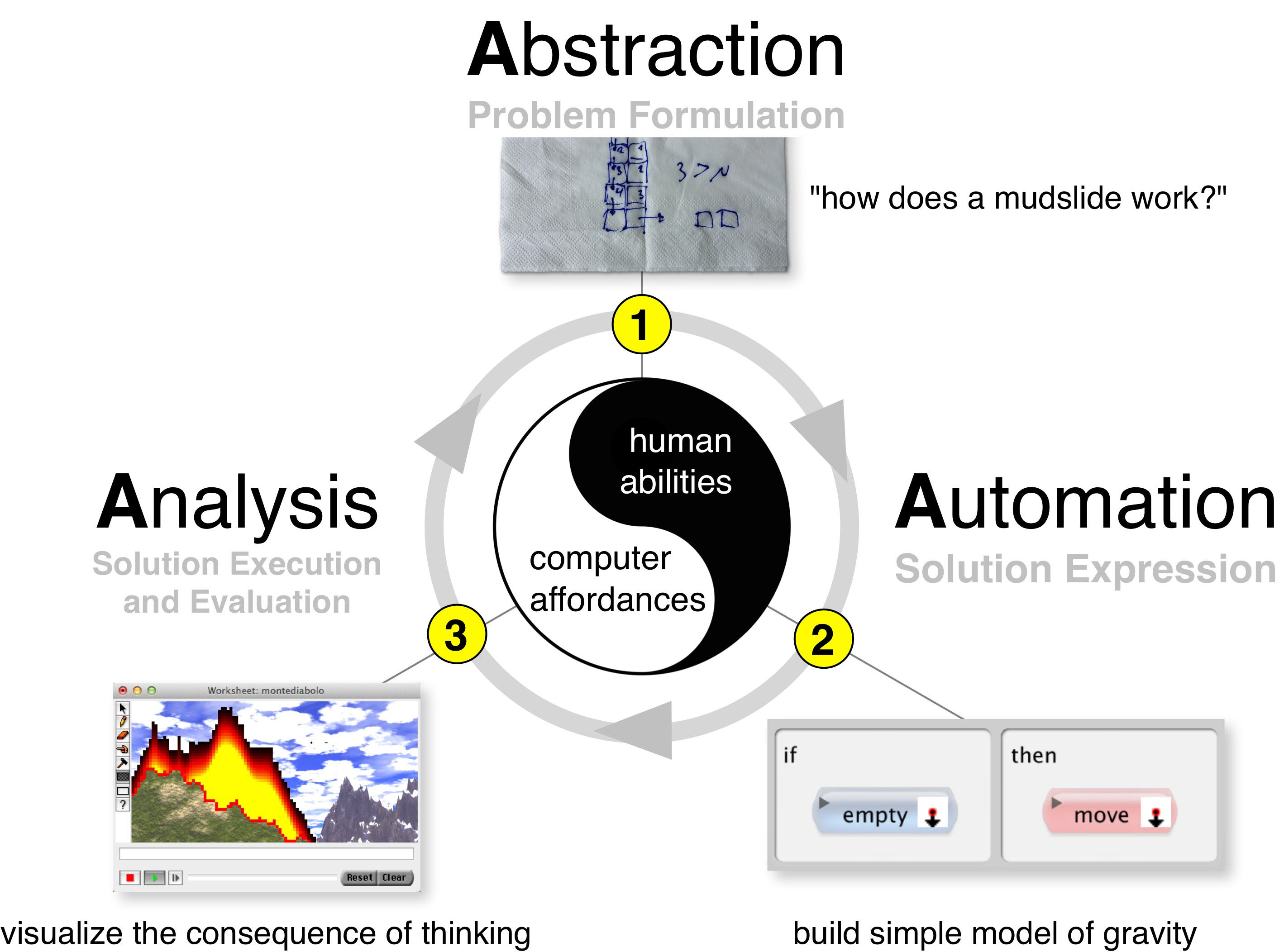
مراحل المعالجة الثلاث المسماه (the "AAA CT process") describing للتفكير الحاسوبي

التفكير الحاسوبي (Computational thinking) (CT) هو أسلوب لحل المسائل التي تستخدم تقنيات علوم الحاسوب. وتم استخدام مصطلح التفكير الحاسوبي لأول مرة من قِبل سيمور بابيرت عام 1996. ويمكن استخدام التفكير الحاسوبي لإيجاد حل خوارزمي للمسائل المعقدة وغالبًا ما يُستخدم لتحقيق تحسينات كبيرة في الكفاءة.

## نظرة عامة
ظهرت عبارة التفكير الحاسوبي كعبارة مهمة في مجتمع علوم الحاسوب كنتيجة لمقالة صادرة عن جمعية الآلات الحاسوبية حول هذا الموضوع من تأليف جانيت إم وينغ. وأشارت المقالة إلى أن التفكير الحاسوبي كان مهارة أساسية لكل شخص، وليس فقط لعلماء الحاسوب، وتحدثت عن أهمية دمج الأفكار الحاسوبية في التخصصات الأخرى.

## مركز التفكير الحاسوبي
يُعتبر مركز التفكير الحاسوبي في جامعة كارنيغي ميلون في طليعة المهتمين بالتفكير الحاسوبي. وينصب النشاط الرئيسي للمركز على إجراء استكشافات PROB'lem-oriented '. وPROBEs هي عبارة عن تجارب تستخدم مفاهيم حوسبة مبتكرة لحل المسائل لإظهار قيمة التفكير الحاسوبي. وتجربة PROBE هي بشكل عام عبارة عن تعاون بين عالم حاسوب وخبير في المجال المراد دراسته. وعادة ما تستمر التجربة لمدة عام. وبصفة عامة، سوف تسعى تجربة PROBE لإيجاد حل لمسألة قابلة للتطبيق على نطاق واسع وتجنب المسائل ضيقة الأفق. وبعض الأمثلة على تجارب PROBE تتمثل في الخدمات اللوجستية المثالية لزراعة الكلى وكيفية خلق أدوية لا تساعد على تكاثر الفيروسات المقاومة للأدوية.

## خصائصه
التفكير الحاسوبي هو عملية حل المسائل التي تتضمن الخصائص التالية:
- تحليل البيانات وتنظيمها منطقيًا
- نمذجة البيانات وتجريد البيانات والمحاكاة
- صياغة المسائل مثل تلك التي قد تساعد فيها أجهزة الكمبيوتر
- تحديد الحلول الممكنة واختبارها وتنفيذها
- أتمتة الحلول عن طريق التفكير الخوارزمي
- تعميم هذه العملية وتطبيقها على مسائل أخرى